# Jakob Diegel
Jakob Diegel (in amtlichen Dokumenten Jakob Diegel II.; * 24. September 1805; † 31. August 1891 in Pfaffen-Schwabenheim) war ein Müller, hessischer Politiker der Fortschrittspartei und Abgeordneter der Zweiten Kammer der Landstände des Großherzogtums Hessen.
Jakob Diegel war der Sohn des Landwirts Jacob Diegel und dessen Ehefrau Maria Elisabetha, geborene Thomas. Diegel, evangelischen Glaubens, war Müller in Pfaffen-Schwabenheim und heiratete Katharina geborene Schlamp. Von 1842 bis 1849 war er Bürgermeister von Pfaffen-Schwabenheim.
Von 1862 bis 1866 gehörte er der Zweiten Kammer der Landstände an. Er wurde für den Wahlbezirk Rheinhessen 2/Sprendlingen/Wöllstein gewählt.